# Bonou (Bénin)
Pour les articles homonymes, voir Bonou.
Bonou est une commune et une ville du sud-est du Bénin, préfecture du département de Ouémé.

## Géographie

### Biodiversité
Le couvert végétal est essentiellement composé de savanes herbacées et arbustives et d'îlots de forêt sacrée. On y trouve des plantations de palmiers à huile, de teck et d'Acacia auriculiformis. Les cours d’eau sont bordés par quelques îlots de forêt galerie. Du fait de la pression anthropique, la faune sauvage est désormais peu répandue, mais cette végétation procure aux populations du bois de chauffage, des plantes médicinales et des mollusques.
Sur plusieurs dizaines d'hectares, la forêt sacrée de Gnanhouizoun (ou Gnanhoui Zoun, Zinkonzoun, en référence à l'autel de la divinité Gnanhoui qui y est installé) abrite une grande diversité d'espèces.
Outre les singes à ventre rouge, en voie de disparition, on y rencontre des rats, des écureuils, des lynx, des renards, des antilopes, des biches et divers reptiles.
Parmi les espèces végétales, on observe Dialium guineense, Afzelia africana, Cola gigantea, Lecaniodiscus cupanioides, Albizia zygia, Olax subscorpioidea, Dovyalis zenkeri, Diospyros mespiliformis, Cynometra megalophylla, Ceiba pentandra et Oxytenanthera abyssinica. 

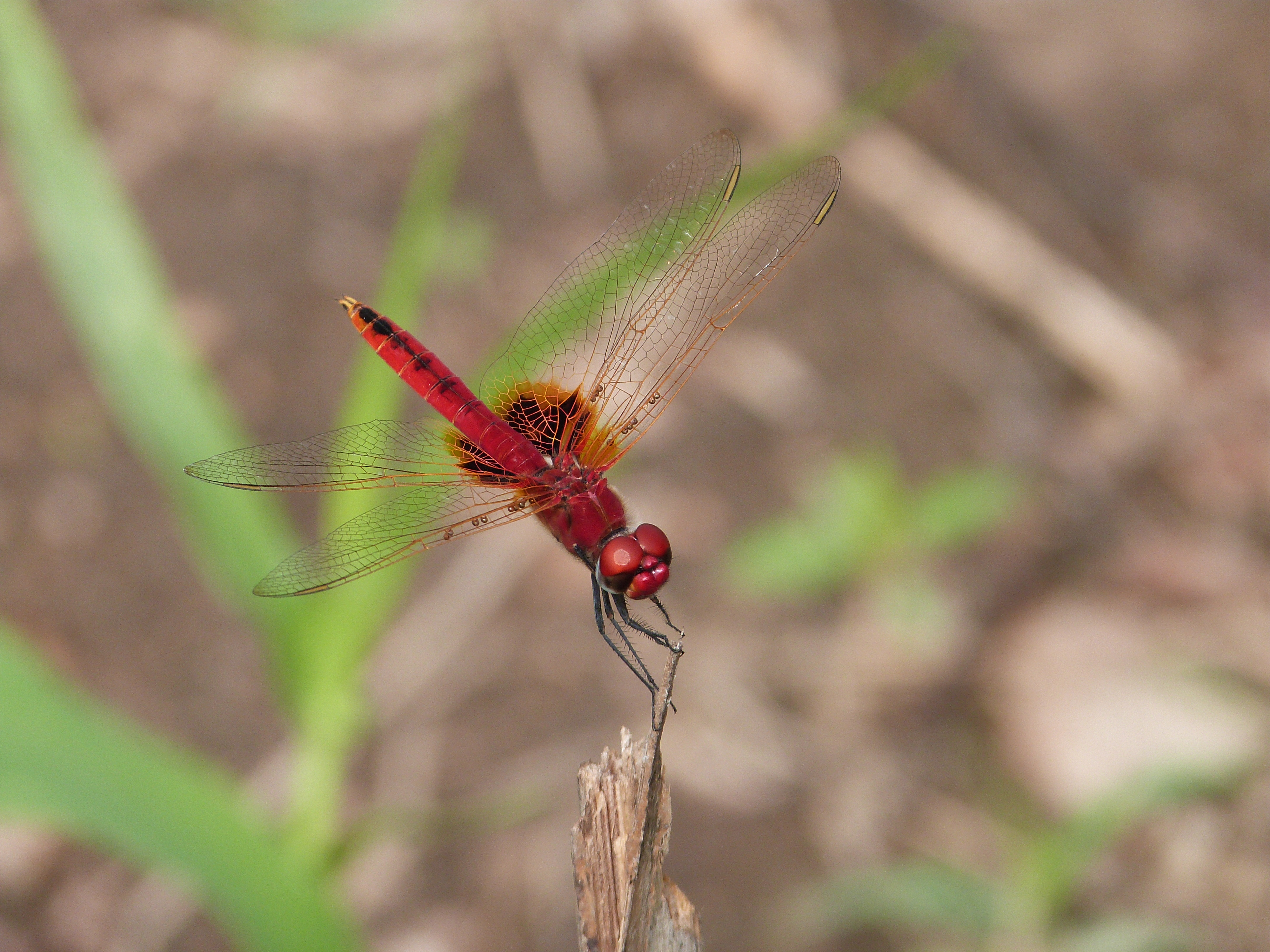
libellule prise à l'entrée de l'Aire communautaire protégée de Gnanhouizounmè dans la commune de Bonou
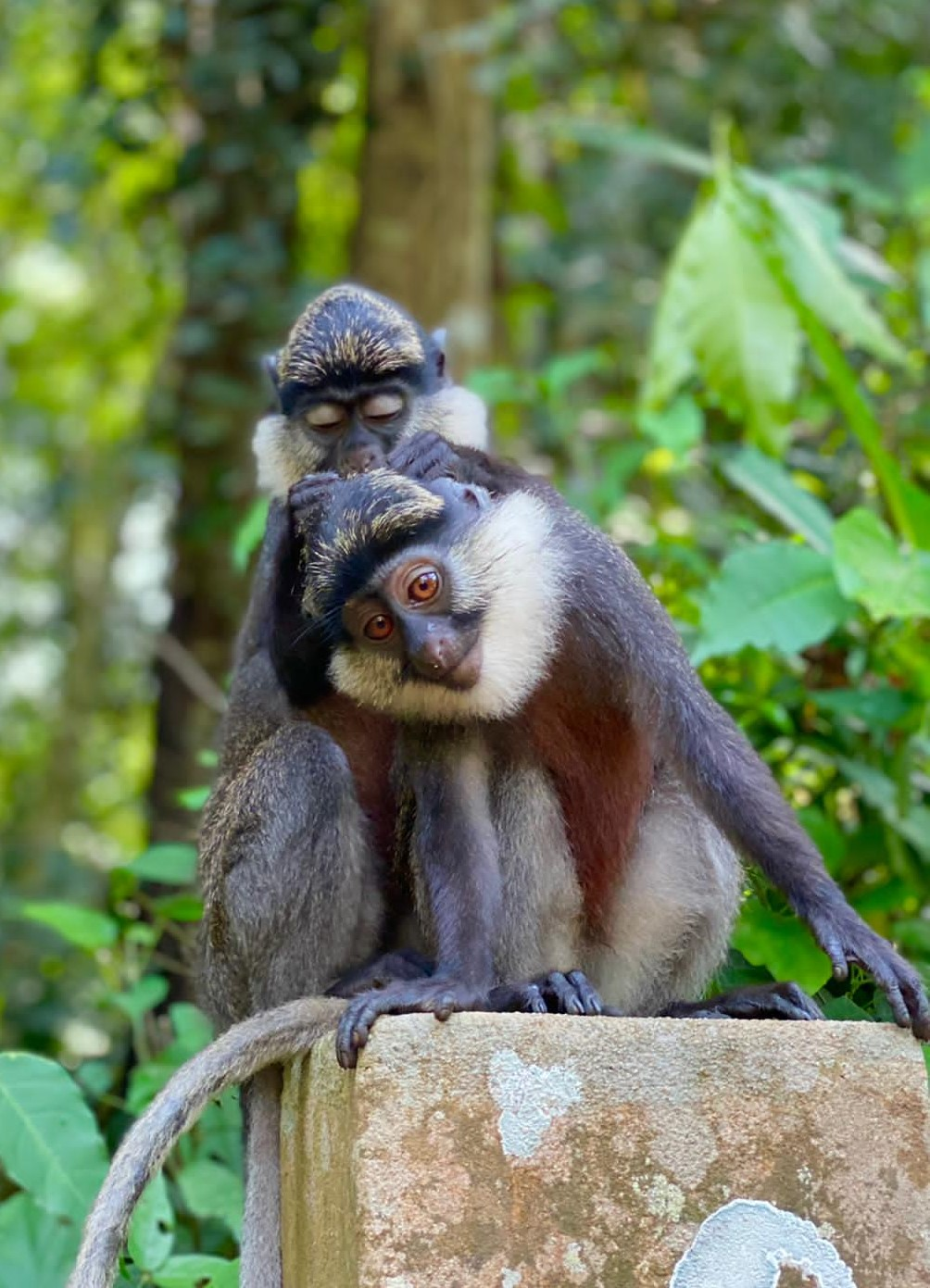
singes à ventre roux
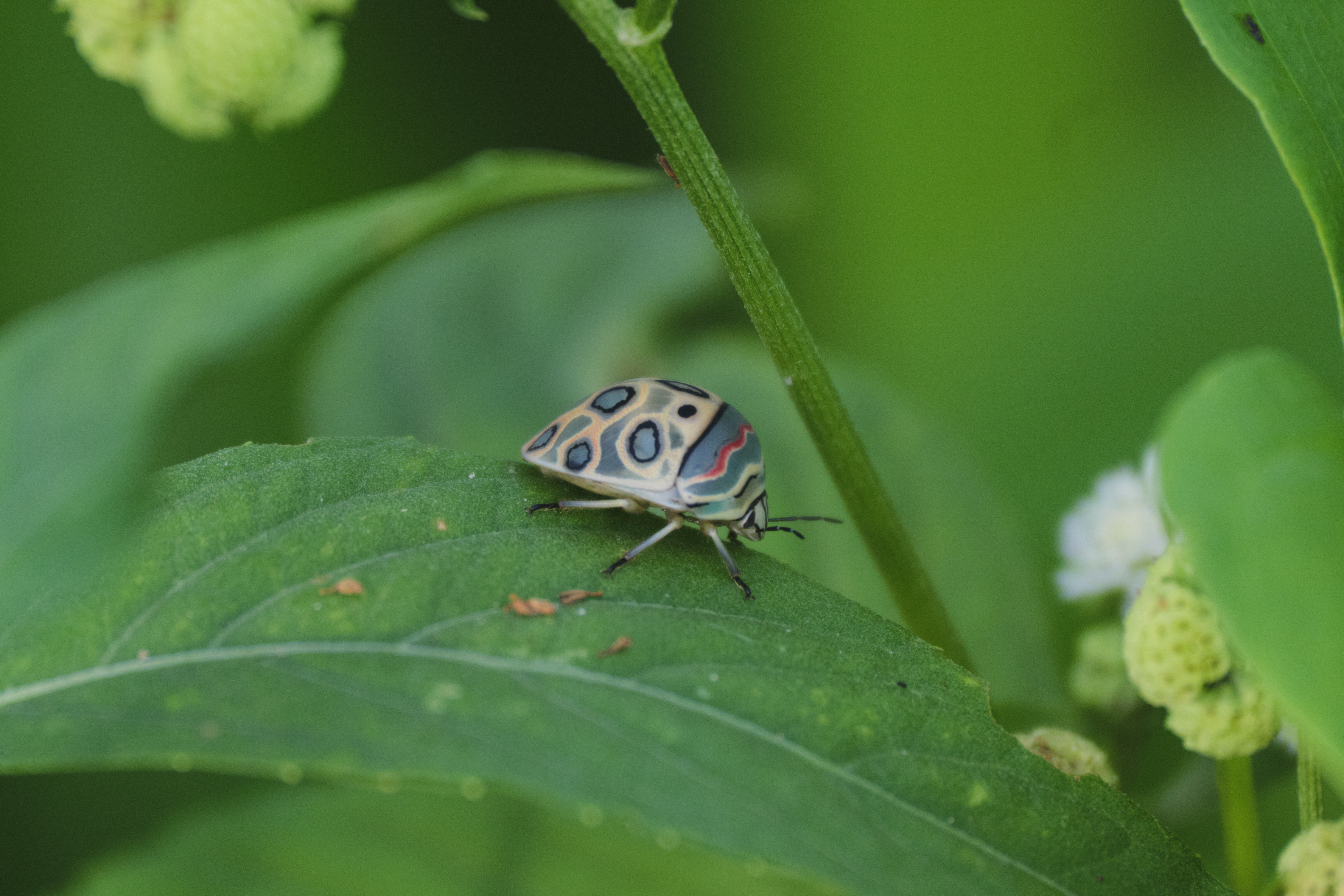
scarabae prise à l'entrée de l'Aire protégée communautaire de Gnanhouizoun dans la commune de Bonou

## Population
Lors du recensement de 2013 (RGPH-4), la commune comptait 44 349 habitants.

## Histoire

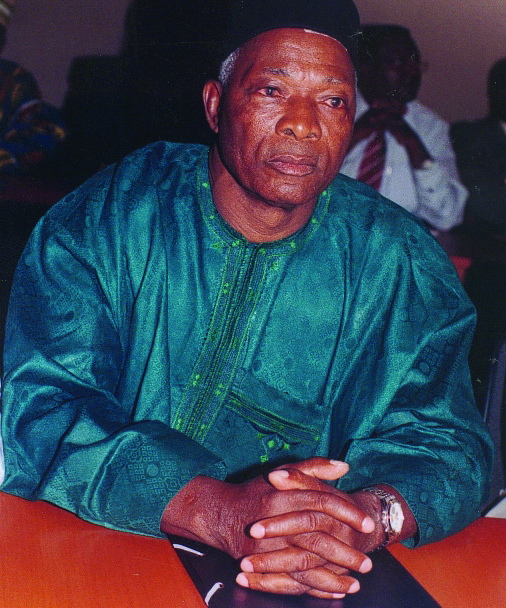
Raphaël Dègbédji, ancien maire de Bonou